# Bimenes
Bimenes é um concelho (município) da Espanha na província e Principado das Astúrias. Tem 32,69 km² de área e em 2019 tinha 1 681 habitantes (densidade: 51,4 hab./km²).
Encontra-se na zona centro-oriental das Astúrias, a 32 km de distância de Oviedo.
Os naturais ou habitantes de Bimenes são conhecidos como yerbatos.

## Demografia
| Variação demográfica do município entre 1980 e 2007 | Variação demográfica do município entre 1980 e 2007 | Variação demográfica do município entre 1980 e 2007 | Variação demográfica do município entre 1980 e 2007 |
| --------------------------------------------------- | --------------------------------------------------- | --------------------------------------------------- | --------------------------------------------------- |
| 1980                                                | 1990                                                | 2000                                                | 2007                                                |
| 3304                                                | 2535                                                | 2038                                                | 1929                                                |

## Freguesias
Bimenes divide-se em três parroquias (freguesias):
- San Emeterio (Santu Medero em asturiano)
- San Julián (Santuyano em asturiano)
- Suares

## Sidra
Bimenes pertence à Comarca da Sidra, juntamente com outros 5 municípios do centro-oriente asturiano, situados entre o mar e a montanha. A sidra aqui produzida possui a Denominação de Origem Sidra de Astúrias.